# Condado de Scott (Minnesota)
El condado de Scott (en inglés: Scott County), fundado en 1853 y con nombre en honor al general Winfield Scott, es un condado del estado estadounidense de Minnesota. En el año 2000 tenía una población de 89.498 habitantes con una densidad de población de 97 personas por km². La sede del condado es Shakopee.

## Geografía
Según la oficina del censo el condado tiene una superficie total de 955 km² (368,7 mi²), de los que 924 km² (356,8 mi²) son tierra y 21 km² (8,1 mi²) (3,22%) son agua. Tiene orillas al río Minnesota y dispone de numerosos lagos.

### Condados adyacentes
- Condado de Hennepin - norte
- Condado de Dakota - este
- Condado de Rice - sureste
- Condado de Le Sueur - suroeste
- Condado de Sibley - oeste
- Condado de Carver - noroeste

### Principales carreteras y autopistas
- Interestatal 35
- U.S. Autopista 169
- Carretera estatal 13
- Carretera estatal 19
- Carretera estatal 21
- Carretera estatal 25
- Carretera estatal 41
- Carretera estatal 282

### Espacios protegidos
En este condado se encuentra el refugio nacional para la vida salvaje del valle de Minnesota.

## Demografía
Según el censo del 2000 la renta per cápita media de los habitantes del condado era de 66.612 dólares y el ingreso medio de una familia era de 72.212 dólares. En el año 2000 los hombres tenían unos ingresos anuales 46.593 dólares frente a los 32.482 dólares que percibían las mujeres. El ingreso por habitante era de 26.418 dólares y alrededor de un 3,40% de la población estaba bajo el umbral de pobreza nacional.

## Ciudades y pueblos
- Belle Plaine
- Elko New Market
- Jordan
- New Prague
- Prior Lake
- Savage
- Shakopee

### Comunidades sin incorporar
- Union Hill
- Marystown